# Yakov Boukhvostov
Yakov Boukhvostov, né au XVIIe siècle et mort au XVIIIe siècle, est un architecte russe.

## Biographie
Actif à Moscou, ses bâtiments en briques sont distinctifs. Il était l'un des architectes du monastère de la Nouvelle Jérusalem. Il est également l'architecte de la cathédrale de la Dormition à Riazan (ru). Il a entrepris l'édification de l'église du Sauveur à Oubory.